# ASG Vorwärts Schwerin
Dernière mise à jour : 14 février 2011.
L’ASG Vorwärts Schwerin fut un club sportif localisé à Schwerin dans le Mecklembourg-Poméranie-Occidentale. Il exista de 1951 à 1968.

## Histoire
Le club fut créé en 1951 sous l’appellation SV Vorwärts Kazernierte Volkspolizei (KVP) Schwerin. L’équipe de football monta une première fois dans la Bezirksliga Schwerin en 1955, à l’époque 4e niveau du football est-allemand. En 1956, le SV KVP Schwerin reçut une partie des joueurs de rival local du BSG Einheit Schwerin pour former l’ASG Vorwärts Schwerin.
Le club fut deux fois vice-champion de la Bezirksliga Schwerin. À la fin de la saison 1961-1962, il décrocha le titre et monta en II. DDR-Liga. À la fin du championnat suivante, la II. DDR-Liga fut dissoute et le club retourna en Bezirksliga Schwerin. Il resta dans cette ligue jusqu’en 1967.
Comme beaucoup d’autres clubs de la Nationalevolksarmée (NVA) et de l’ Armeesportvereinigung Vorwärts (ASV Vorwärts), l’ASG Vorwärts Schwerinfut retiré de la compétition avant le championnat 1967-1968.

## Palmarès
- Champion de la Bezirksliga Schwerin: 1962.
- Vice-champion de la Bezirksliga Schwerin: 1959, 1960.

## Localisation

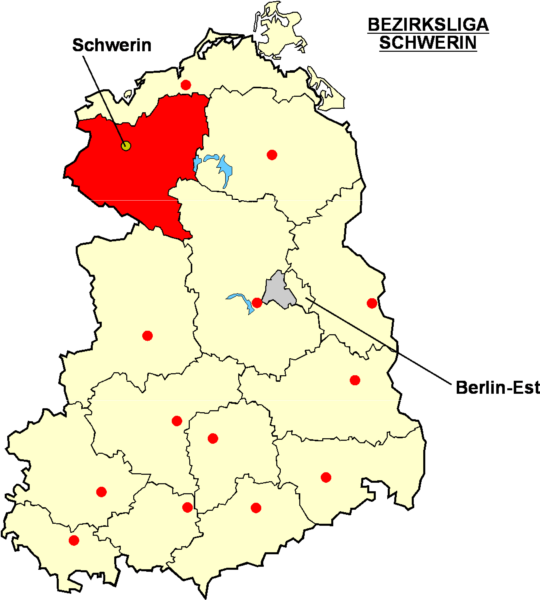
Localisation de Schwerin dans la Bezirksliga Schwerin